# Mistrzostwa Afryki w Judo 2008
Mistrzostwa Afryki w judo rozegrano w marokańskim Agadirze w maju 2008 roku.

## Tabela medalowa
| Poz.  | Państwo                       |    |    |    | Łącznie |
| ----- | ----------------------------- | -- | -- | -- | ------- |
| 1.    | Algieria                      | 6  | 3  | 4  | 13      |
| 2.    | Tunezja                       | 6  | 3  | 2  | 11      |
| 3.    | Egipt                         | 2  | 4  | 1  | 7       |
| 4.    | Maroko                        | 2  | 0  | 6  | 8       |
| 5.    | Senegal                       | 0  | 1  | 4  | 5       |
| 6.    | Południowa Afryka             | 0  | 1  | 3  | 4       |
| 7.    | Madagaskar                    | 0  | 1  | 2  | 3       |
| .     | Nigeria                       | 0  | 1  | 2  | 3       |
| 9.    | Demokratyczna Republika Konga | 0  | 1  | 1  | 2       |
| 10.   | Libia                         | 0  | 1  | 0  | 1       |
| 11.   | Kamerun                       | 0  | 0  | 4  | 4       |
| 12.   | Mauritius                     | 0  | 0  | 2  | 2       |
| 13.   | Angola                        | 0  | 0  | 1  | 1       |
| Razem | Razem                         | 16 | 16 | 32 | 64      |

## Medaliści

### Mężczyźni
| Konkurencja: | Złoto:            | Srebro:           | Brąz:                               |
| −60kg        | Younes Ahamdi     | Elie Norbert      | Umar Rabahi Mahmoud El Sayed        |
| −66kg        | Ameen El-Hady     | Munir Bin Amadi   | Rachid Rguig Gideon van Zyl         |
| −73kg        | Ammar Murajdża    | Eric Kibanza      | Marlon Acácio MacLeon Paulin        |
| −81kg        | Safouane Attaf    | Matthew Jago      | Youssef Badra Abderrahmane Benamadi |
| −90kg        | Ammar Bin Jachlif | Hiszam Misbah     | Patrick Trezise Mohamed El Assri    |
| −100kg       | Hassan Azzun      | Mohamed Ben Saleh | Franck Moussima Sami Souissi        |
| Ponad 100kg  | Anis Chedli       | Islam El-Shehaby  | Mohamed Merbah Djegui Bathily       |
| Open         | Islam El-Shehaby  | Anis Chedli       | Dieudonne Dolassem Ammar Belgacem   |

### Kobiety
| Konkurencja: | Złoto:              | Srebro:         | Brąz:                                               |
| −48kg        | Chahnez M'Barki     | Meriem Moussa   | Martine Randriamalalaniana Elsa Honorine Oyama Enye |
| −52kg        | Soraya Haddad       | Amani Khalfaoui | Hortense Diédhiou Justina Erez Agatahi              |
| −57kg        | Lila Latrous        | Hajer Barhoumi  | Fary Seye Beby Mahita                               |
| −63kg        | Nesria Jelassi      | Kahina Saidi    | Aida Alioualla Esther Augustine                     |
| −70kg        | Rachida Ouerdane    | Gisèle Mendy    | Antónia Moreira de Fátima Hassania El Azzar         |
| −78kg        | Houda Miled         | Vivian Yusuf    | Souhir Madani Christelle Okdombe                    |
| Ponad 78kg   | Nihel Cheikh Rouhou | Samah Ramadan   | Salima Baazizi Racky Bolly                          |
| Open         | Nihel Cheikh Rouhou | Samah Ramadan   | Christina Herbu Christelle Okodombe Foguing         |